# インク革命
インク革命（インク革命.com）は、株式会社シー・コネクトの運営する、互換・リサイクル製インクカートリッジ、トナーカートリッジ専門通販（電子商取引）サイト。
独自に商品を企画するプライベートブランド品として、過半数を占める商品を「インク革命」ブランドで販売している。
サードパーティー製のインクカートリッジに対するユーザーの不安に対応するため「プリンター本体保証」など独自のサービスを打ち出しているのが特徴。
　

## 沿革
- 2009年4月 - 互換インクの販売を中心としたサイトとして「インク革命.com」をオープン。
- 2012年9月 - インクカートリッジ約88万円分を東日本大震災へ支援
- 2012年11月 - 365日出荷サービスと、首都圏（１都７県）への当日配達サービスを開始。
- 2013年9月  - 東京都江戸川区船堀に東京ロジスティクスセンターを開設